# 上海当代芸術館
上海当代芸術館（シャンハイとうだいげいじゅつかん、中: 上海当代艺术馆、英: Museum of Contemporary Art Shanghai, MOCA Shanghai）は、中国の上海にある現代美術の美術館。この美術館は人民公園の近くにあり、役所やいくつかの博物館があるそこはかつては上海競馬場だった。この美術館の近くには、上海市人民政府庁舎、上海大劇院、上海美術館、上海博物館などがある。

## 沿革
この美術館は、上海で初となる非営利の独立した現代美術団体として、Samuel Kung が2005年に設立した。展示室を持つガラス張りの建物は、劉宇揚建築事務所が以前に人民公園温室として建築した建物をリフォームしたものである。展示スペースは1階と2階を合わせ1,800m²の床面積があり、両フロアはカーブを描いた鉄製の傾斜路でつながっている。

## 展示
この美術館は中国および海外の現代美術の紹介に焦点をあてており、有名あるいは若手の現代中国美術家のほか、ファッションやアート界の大物の回顧展（最近ならばフェラガモ、シャネル、ピクサーなど）など、様々な展示を行なっている。2012年の夏の展示はヴァンクリーフ&アーペルの回顧展で、「永遠の美」というテーマだった。過去には海外の美術館と大きな展示を共催したこともある。2007年にはソロモン・R・グッゲンハイム美術館の協力を得て、アメリカの現代美術を概観する大規模展覧会を開いた。2012年には、中国、台湾、日本、韓国から作品を集めて「ノスタルジア：東アジアの現代美術展示」という展覧会を韓国国際交流財団の協力で開いた。他にもインドネシア、ハンガリー（上海万博時）、イタリア、インドなどの現代美術の展覧会を開いている。さらに、中国の現代美術とその最近の動向・題材に焦点を当てたビエンナーレである“上海當代藝術館文献展”(MoCA Envisage) を開いている。
この美術館は展覧会だけでなく、様々な年代を対象にしたセミナー、講演会、教育プログラムも年間を通じて開いている。

## レストラン
3階（屋上）には、中庭とバーを配したレストラン“MOCA餐厅”（MoCA on the Park、かつての Art Lab）がある。ここにも Raymond Choy、瞿広慈、Silvia Prada、張連熹 (Zhang Lianxi)、劉小康 (Freeman Lau)、許誠毅、顔磊、向京などの様々な作品が置いてある。ここではプライベート・イベントや展覧会の開会セレモニーも開かれている。

## 関連文献
- Chen, Xhingyu (2008年8月27日). “Can MoCA Shanghai Save Itself?”.   Louise Blouin Media. 2015年11月17日閲覧。